# Anis Benhallak
 (juin 2022).
Si vous disposez d'ouvrages ou d'articles de référence ou si vous connaissez des sites web de qualité traitant du thème abordé ici, merci de compléter l'article en donnant les références utiles à sa vérifiabilité et en les liant à la section « Notes et références ».
Anis Benhallak est un guitariste, chanteur et compositeur de jazz, né le 15 mars 1981 à Chelghoum Laïd en  Algérie.

## Biographie
Guitariste, chanteur, joueur de oud, compositeur et producteur Anis Benhallak joue un mélange sophistiqué de jazz contemporain, Rock et pop music inspiré par les traditions nord africaine et du moyen orient, né en Algérie Anis à grandi dans un milieu multiculturelle, autodidacte il commence la guitare à l’âge de 9 ans inspiré par Jimi Hendrix , Pat Metheny  ou Jeff Berck , par la suite  il apprendra le oud , la Basse et les percussions Gnaoua . En 2001 à l’âge de 19 ans il  débarque en France ou il jouera avec de nombreux groupe internationaux  Seun Kuti , Lenny Kravitz, Red hot chili peppers ,Karim Ziad, les Frères Smith  pour après  intégrer officiellement le fameux groupe d'afrobeat crée par Fela Kuti  Egypt 80
Il enregistre son premier album Paradoxical Project en 2014 Chez (Bonsai /Sony Music), en 2015 il crée son propre Label Miz’art Production réalisant l’album Apes Theater 2018, suivi de The Clown Theory 2022 mélangeant différents genres, du jazz à la pop au rock et l’électro

## Discographie
- 2014 : Pradoxical Project [5] Bonsai/Sony
- 2018 : Apes Theater Miz'art Production
- 2022 : The Clown Theory[6] Miz'art Production
- 2023 : Romanian Folk Dances 2.0

## Films
- 2017 Jusqu'à la fin des temps
- 2022 Plan cœur